# Paradrina katherina
Paradrina katherina là một loài bướm đêm trong họ Noctuidae.